# Tree Of Life Rock

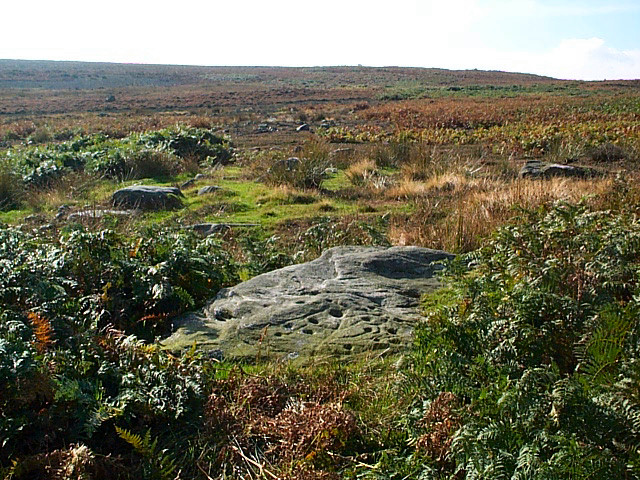
Der Felsbrocken (Blick Richtung Westen)

Die Felsritzungen des Tree Of Life Rock (auch Tree Of Life Stone; deutsch „Lebensbaumfels“) befinden sich in North Yorkshire, England, vor einer Feldgrenze südlich von Timble, nördlich von Otley und östlich des Snowden Carr.
Der Aufschluss hat etwa 18 Schälchen (englisch cups), von denen 11 mittels Rillen mit einer zentralen Rille verbunden sind, die ein Blatt oder einen Baum darstellen, daher der Name. Der Aufschluss ist lang, aber die Ritzungen sind, bis auf ein paar einfache Cups am westlichen Ende, auf das östliche beschränkt. Die bronzezeitlichen Ritzungen könnten einen Plan der Quellen und Bäche der Region darstellen, die in einen Fluss münden. 
Im Solbergfeltet im Østfold in Norwegen gibt es ähnliche, in Norwegen allerdings ebenfalls seltene  baumartige Felsritzungen.